# پورت‌پتریک
پورت‌پتریک (به انگلیسی: Portpatrick) یک روستا در بریتانیا است که در دامفریس و گالووی واقع شده‌است. پورت‌پتریک ۹۶۰ نفر جمعیت دارد.